# Liochthonius pepitensis
Liochthonius pepitensis är en kvalsterart som beskrevs av Hammer 1962. Liochthonius pepitensis ingår i släktet Liochthonius och familjen Brachychthoniidae. Inga underarter finns listade i Catalogue of Life.